# سوپ‌ویت دراگون
سوپ‌ویت دراگون (به انگلیسی: Sopwith_Dragon) یک هواگرد ملخ‌پیشین تک‌موتوره از نوع هواپیمای جنگنده ساخت شرکت Sopwith Aviation Company است. هواگرد سوپ‌ویت دراگون نخستین پروازش را در ۱۹۱۸ میلادی انجام داد. در مجموع، تعداد ۲۰۰ فروند از این هواگرد ساخته شده‌است.